# Редц-Тотт, Таге
Барон Кьелль Тор Таге Отто Редц-Тотт (дат. Kjeld Thor Tage Otto, Friherre Reedtz-Thott; 13 марта 1839, Гавнё, Зеландия — 27 ноября 1923, Гавнё, Зеландия) — датский политический и государственный деятель. Член Консервативной партии («Хёйре»). Председатель Совета (премьер-министр) Дании (1894—1897).

## Биография

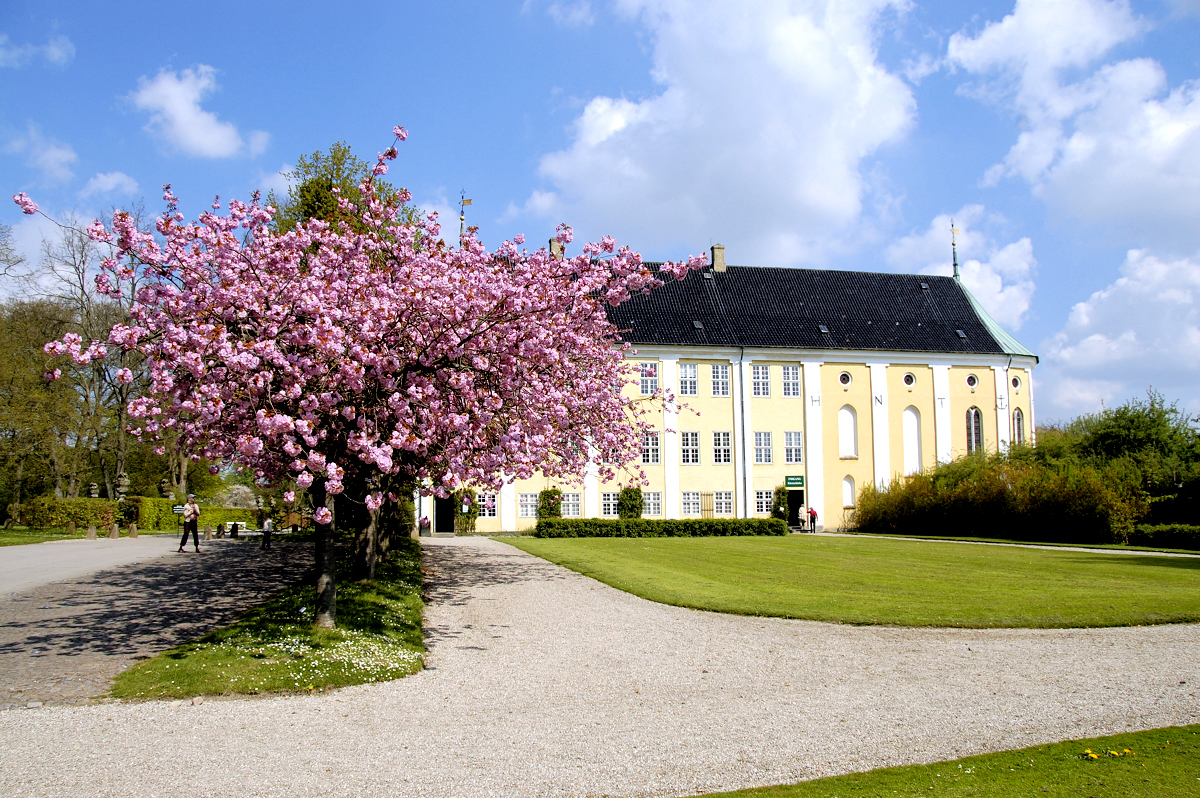
Замок Гавнё

Родился 13 марта 1839 года в замке Гавнё на одноимённом острове.
Представитель рода померанского происхождения, известного с XIII века. Сын барона Отто Редц-Тотта (1785—1862) и Карен Юлии Элизабет Фредерикки, урождённой Фёнсс (Karen Julie Elisabeth Frederikke Fønss; 1814—1844). После смерти графа Отто Тотта (1703—1785) датская ветвь сканского рода Тотт угасла. Отто Тотт приходился внуком по материнской линии канцлеру Педеру Редцу (1614—1674) и завещал поместье Гавнё правнуку Педера, камергеру Хольгеру Редцу (1745—1797). Хольгер получил 21 апреля 1786 года разрешение использовать фамилию Ридц-Тотт и носить герб рода Тотт наряду со своим собственным. В 1805 году (по другим данным в 1809 году) создана барония Гавнё.
У Таге было два родных младших брата: Отто (1841—1901) и Аксель (1842—1916). У Таге также единокровный брат (умер во младенчестве) и две единокровных старших сестры от брака Отто Редц-Тотта с Хелевиг Софией Кристиной де Рёпсторфф (Hedevig Sophie Christine de Roepstorff, 1782—1835) и единокровная младшая сестра  от брака Отто Редц-Тотта с Каролиной Амалией Фённс (Caroline Amalie Fønss, 1818—1869).
В 1862 году унаследовал от отца баронию Гавнё.
В 1877 году стал членом совета амта Престё и занимал место в совете до 1895 года.
С 1873 по 1884 год безуспешно пытался избраться в Фолькетинг.
С 1886 по 1910 год — член Ландстинга, верхней палаты Ригсдага.
С 1892 по 1894 год — министр иностранных дел Дании в правительстве под руководством премьер-министра (председателя Совета) Якоба Эструпа, прозванного «датским Бисмарком».
В 1894 году правое крыло оппозиционной Либеральной партии («Венстре») и умеренная часть правящей Консервативной партии («Хёйре») достигли компромисса. По нему занимавший с 1875 года пост премьер-министра (председателя Совета) Якоб Эструп был вынужден уйти в отставку. 7 августа Эструпа сменил Таге Редц-Тотт. Одновременно оставался министром иностранных дел. Редц-Тотт попытался вести линию по сохранению достигнутого компромисса и стремился к широкому сотрудничеству с левыми. Он открыто заявил, что скорее уйдёт в отставку, чем прибегнет к практике временного финансирования законов, формально не требовавших утверждения парламентом, как его предшественник. Редц-Тотт договорился с левым большинством в Фолькетинге о налоговых и таможенных реформах, но столкнулся с сопротивлением коллег по партии «Хёйре». После того как Ландстинг отклонил правительственный бюджет, поддержанный Фолькетингом, 23 мая 1897 года правительство было вынуждено уйти в отставку.
В 1900 году он порвал с «Хёйре» и присоединился к партии De Frikonservative, членом которой оставался вплоть до своего ухода из политики в 1909 году. 
В 1923 году стал рыцарем ордена Слона.
Умер 27 ноября 1923 года в Гавнё.

## Личная жизнь
4 мая 1864 года в церкви Хольмен в Копенгагене женился на Элизабет Адельгунде фон Бюлов ау Плюсков (Elisabeth Adelgunde von Bülow af Plüskow; 1841—1909). У них родился один сын Отто (1872—1927), который стал политиком.